# تقوية (ميكانيكا)

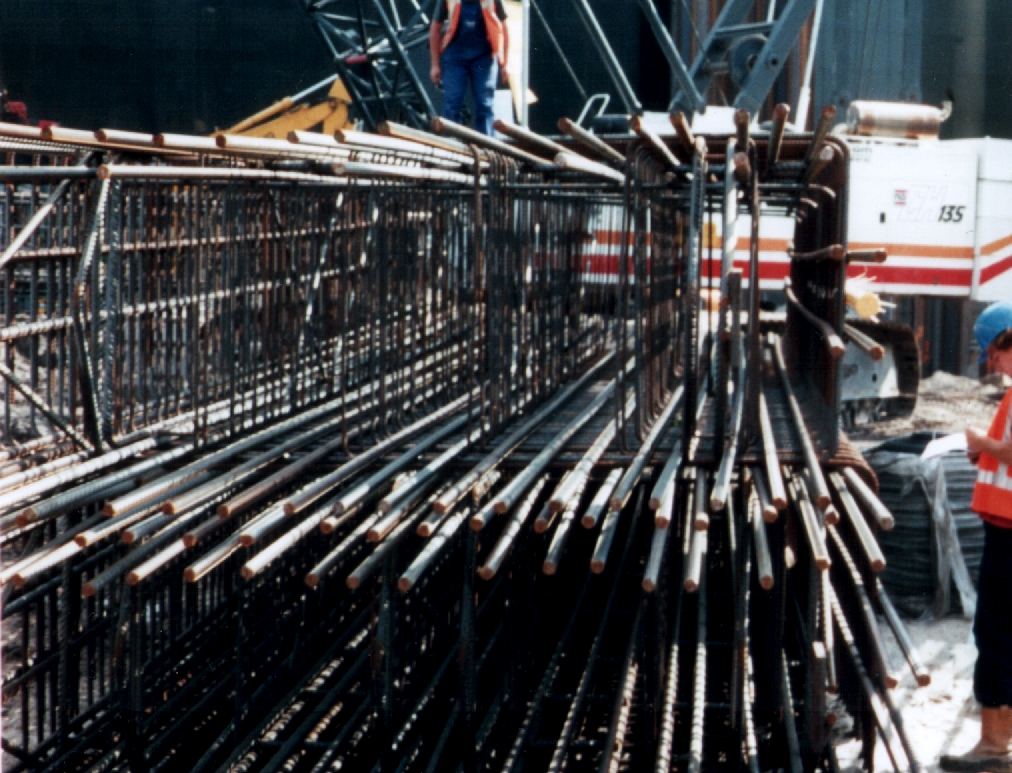

تقوية الأجسام أو العمليات تؤدي إلى الصلابة وسلامة الإنشاءات. وتُستخدم التقوية في الحرف والفن والصناعة والعمارة والرياضة والفضاء وبناء الأجسام وتجليد الكتب وما إلى ذلك.[بحاجة لمصدر]

## الميكانيكا
في الميكانيكا, تضيف «التقوية» إلى العوارض خصائص مقاومة الانبعاج ومقاومة التجعد وتدعيم الشكل المطلوب، وكذلك ميزات الإصلاح والقوة والوظائف المحسنة والاستخدام الموسع وإطالة عمر العوارض والأمان وما إلى ذلك. وتُستخدم تقوية العوارض السائلة أو الصلبة في فنون الطب والفضاء والطيران والرياضات وتجليد الكتب والفن والعمارة والنباتات الطبيعية والأشجار، وصناعات التشييد وبناء الجسور, وغيرها الكثير. تتضمن الطرق الميكانيكة للتقوية كلاً من تقوية الشد أو التقوية المركزية الطاردة أو التدعيم أو تدعيم البنية الفوقية أو تدعيم البنية التحتية أو التقوية أو تقوية الجهد أو تقوية الضغط أو تقليل الاهتزاز أو التورم أو الضغط المتزايد أو الجفاف أو التبريد أو التعزيز الداخلي أو التعزيز الخارجي أو التجليد أو المعالجة السطحية أو خليط من هذه الطرق والطرق الأخرى. تتطلب العوارض الموجودة تحت الأحمال التي تسبب الانحناء أو الضغط تقوية كافية لإيقاف الالتواء أو الانهيار أثناء إتمام الوظائف والأغراض والمزايا المطلوبة.

## تجليد الكتب
في عملية تجليد الكتب، التقوية هي عملية يتم فيها تقوية الأغلفة الورقية للكتب للاستخدام في المكتبات بدون تغيير بنية التغليف الأساسية الخاصة بها. ويتم استخدامها في العديد من المكتبات الأكاديمية في الولايات المتحدة، والتي تشمل تلك التي في جامعة كورنيل وجامعة جونز هوبكينز.
أثناء عملية التقوية، يتم لصق قطعة قماش أو شريط تايفك على الوصلات الداخلية للغلاف الورقي لتقوية التصاق أغلفة الكتاب. ثم يتم لصق ورق كرتون رفيع ولكن قوي على غلاف الكتاب من الجهتين الداخلية والخارجية، ثم يتم تشذيب الكتاب بالكامل قليلاً من الرأس والذيل والحافة الأمامية، وغالبًا ما يتم ذلك بواسطة مقصلة كهربائية.
تقدم التقوية بديلاً داخليًا وغير مكلف للتغليف المكتبي للأغلفة الورقية التجارية. وبما أنها لا تتضمن (إعادة) تخييط الكتاب كما في التغليف المكتبي، فالتقوية لا تقوم بإطالة وقت استخدام الغلاف الورقي بشكل كبير، وتسمح للأغلفة الورقية بالوقوف بشكل رأسي على أرفف المكتبات. اخترع عملية التقوية عام 1974 جون دين (John Dean)، الذي كان رئيس قسم المحفوظات في جامعة جونز هوبكيز في ذلك الوقت.

## الاستشهادات
Dean، John. "The In-House Processing of Paperbacks and Pamphlets". Cornell University. مؤرشف من الأصل في 2012-08-30. اطلع عليه بتاريخ 2007-07-20.
"Stiffening". The Johns Hopkins University. مؤرشف من الأصل في 2012-02-07. اطلع عليه بتاريخ 2007-07-20.